# Jacek Woźniak (plastyk)
Jacek Woźniak (ur. 9 października 1954 w Krakowie) – polski rysownik i malarz; od 1982 mieszka i pracuje w Paryżu.

## Życiorys
Pracuje w tygodniku satyrycznym „Le Canard enchaîné”, współpracuje też z: „Le Monde”, „Le Nouvel Observateur”, a także z wydawnictwami: Gallimard, Flammarion, Plon i Ramsay. Jest twórcą serii plakatów dla Rady Europy, festiwali jazzowych i teatrów. W swoim dorobku ma wiele filmów rysunkowych z muzyką Archiego Sheppa i Manu Chao, dla których projektuje okładki i afisze. Razem z Manu Chao napisał książkę Sibérie m’était contée oraz namalował serię obrazów ManWoz.